# John Cockerill

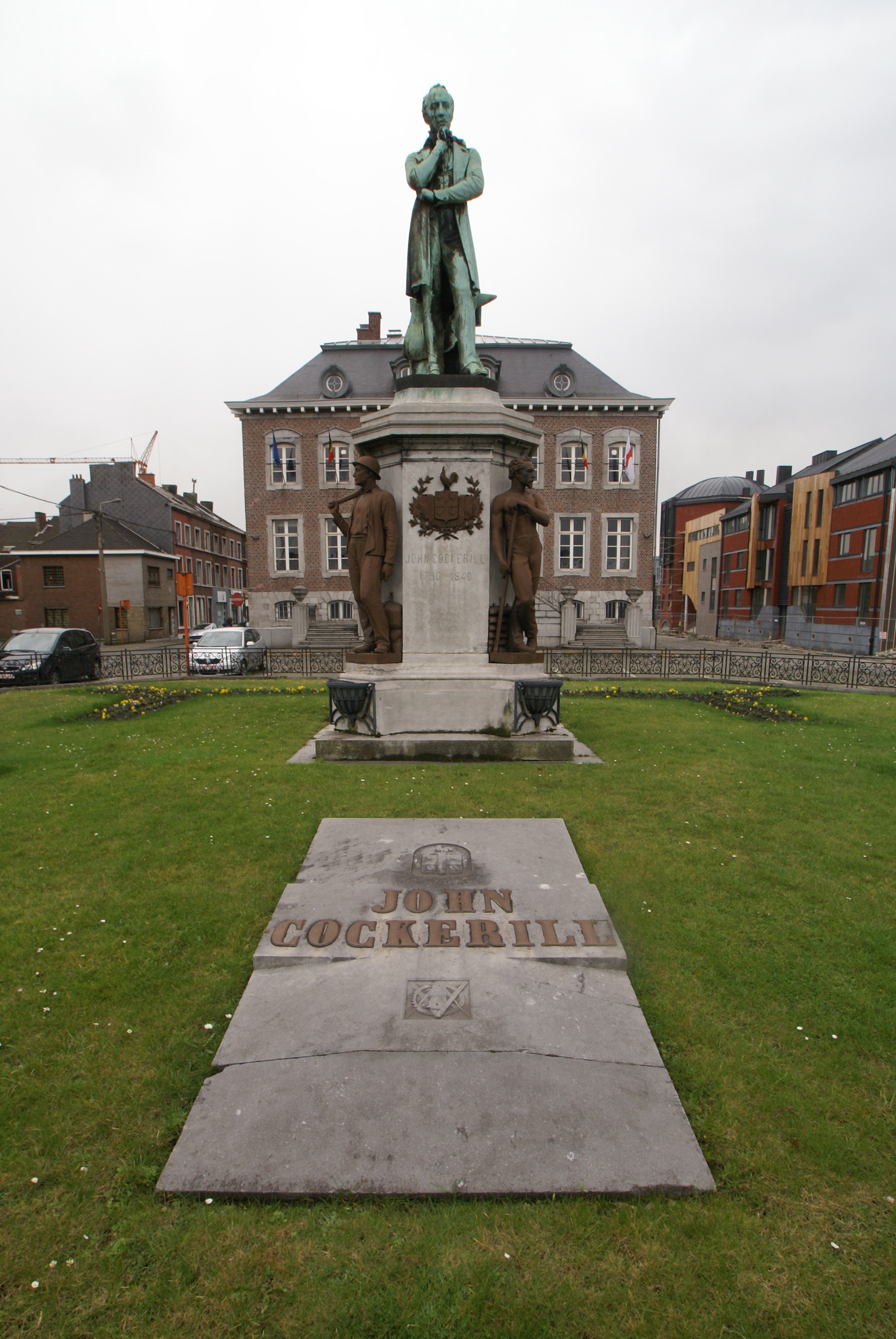
Standbeeld van John Cockerill voor het stadhuis van Seraing (2007)

John Cockerill (Haslington, 3 augustus 1790 – Warschau, 19 juni 1840) was een Brits industrieel, die in België een industrieel imperium opbouwde.

## Biografie
Zijn ouders waren William Cockerill en Betty Cockrel (later Cockerill, een van de vele varianten van deze familienaam). Zijn vader, die verbannen was uit Engeland, had daar machines gebouwd waarmee wol werd gekaard en gesponnen en had daarmee een fortuin vergaard. In 1797 had hij een fabriek in Verviers in het huidige België (toen nog onder het bewind van Napoleon Bonaparte).
In 1813 namen John en diens broer James, die in Luik reeds een fabriek hadden, de activiteiten over van hun vader.

## Werk

### Modernisering van staalindustrie

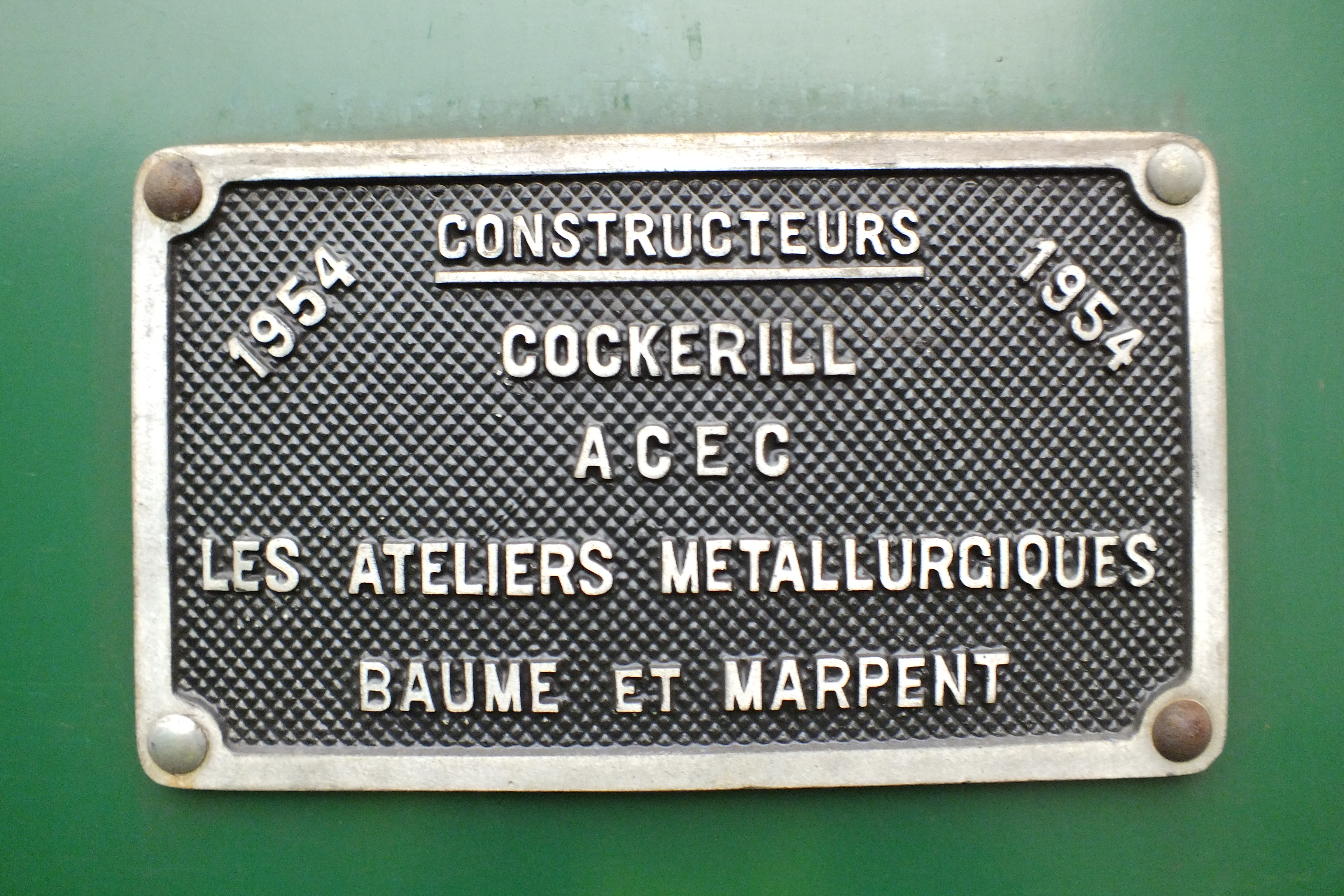
Bouwplaat van Cockerill op een diesellocomotief

In 1817 kregen ze van koning Willem I de gelegenheid de Luikse staalindustrie te moderniseren. De geologische rijkdommen, nodig voor die industrie, ijzererts, steenkool en kalksteen waren in de bodem aanwezig. Ze kochten het voormalige kasteel van de prins-bisschop van Luik in Seraing en bouwden er de eerste hoogovens op cokes - in plaats van houtskool -, gebruikmakend van de steenkool die in de regio werd gewonnen, zie voor de bedrijfsgeschiedenis ook Société John Cockerill.
De gebroeders Cockerill introduceerden daarmee de massaproductie van ijzer en staal, niet alleen de ruwe producten maar ook machines, schepen, locomotieven en spoorwegmaterieel.
In 1825 verkocht James Cockerill zijn aandeel in de fabrieken aan de Koning Willem I. Vanaf 1828 werden hij en zijn broer James actief in de looderts in de buurt van de Mijnzetel van Blieberg. Na 1830 leverde het bedrijf Cockerill de rails en locomotieven voor de eerste spoorwegen van het toen onafhankelijke België en van het Europese vasteland.

### Crisis

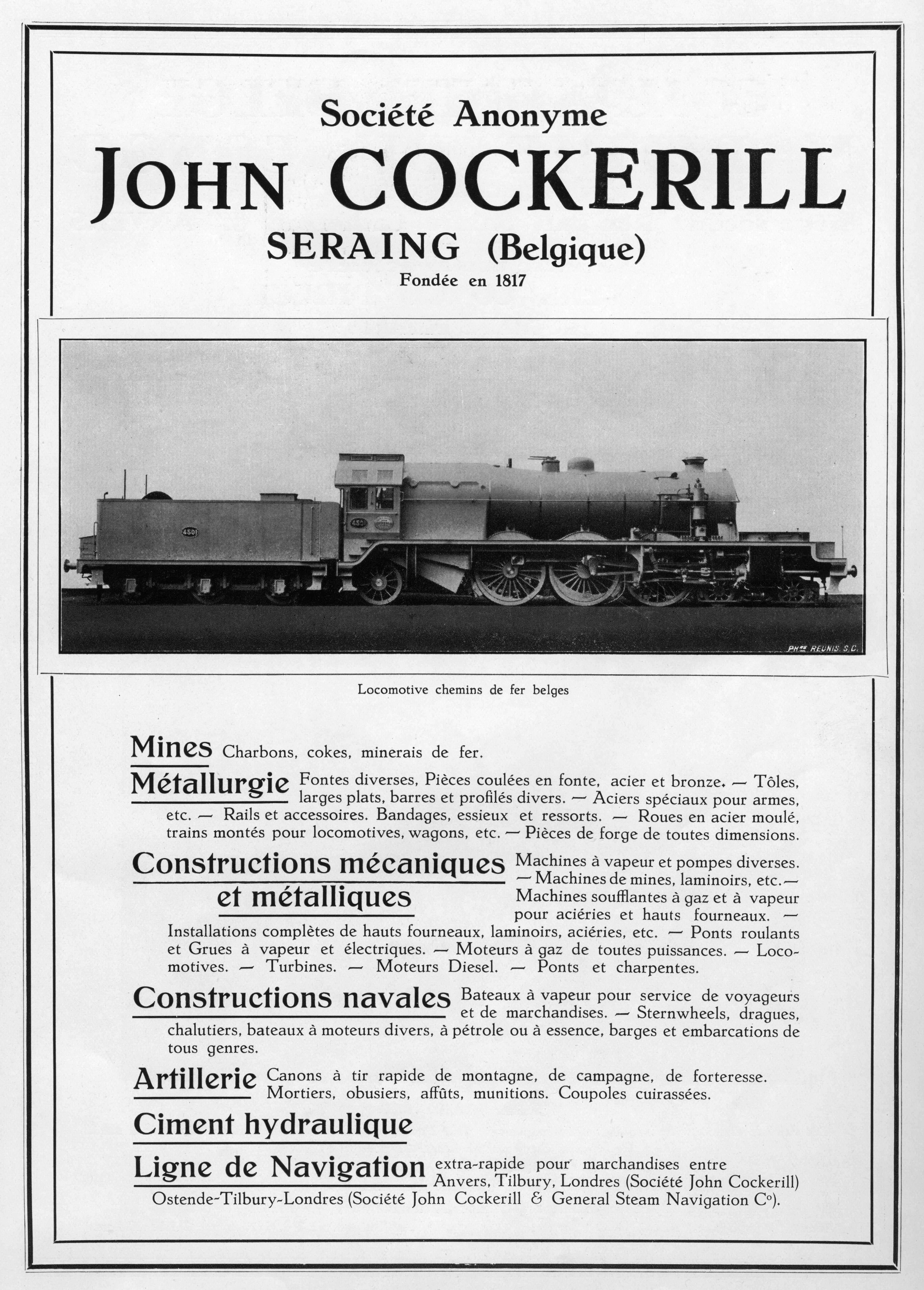
Maatschappij

In 1838 vormde hij het eerste grote geïntegreerde industriële complex met hoogovens, staalgieterij, walserijen, smederijen en constructiewerkplaatsen, aan de oevers van de Maas, ontsloten door een eigen haven en via spoorwegen verbonden met nabijgelegen erts- en kolenmijnen.
Hij kwam rond die tijd echter in een financiële crisis terecht toen het vertrouwen van de investeerders in zijn onderneming wegviel. Ontgoocheld besloot hij om in Rusland opnieuw te beginnen. In Sint-Petersburg liep hij tyfus op. Op de terugweg verergerde zijn toestand zodanig dat hij in Warschau werd opgenomen. Daar stierf hij op 19 juni 1840, 49 jaar oud.

### Voortbestaan
In 1844 opende het Cockerill concern op een gehuurd terrein langs de Schelde in Antwerpen een scheepswerf op de plaats van de vroegere werf van Bonaparte. In 1866 wordt een nieuwe werf opgericht op een aangekocht perceel aan het Kattendijkdok. De werf verhuist uiteindelijk in 1873 naar Hoboken. Cockerill Yards ging in 1982 failliet.
De Cockerill-fabrieken bleven evenwel verder bestaan als naamloze vennootschap; in 1850 werd de fabriek in Seraing zelfs de grootste ter wereld. Gedurende meer dan een eeuw zou Cockerill een centrale plaats innemen in de economie van de Luikse regio. Na de Tweede Wereldoorlog zou na een aantal fusies in de Waalse staalindustrie, in 1981 de groep Cockerill-Sambre ontstaan, die in 1999 tot de Usinor-groep toetrad en in 2002 tot de Arcelor-groep. Cockerill behoort nu tot ArcelorMittal na overname door de Indische industrieel Lakshimi Mittal. Door een nieuwe crisis in 2008 moest de warme fase in Seraing sluiten. In december 2016 dynamiteerde men hoogoven 6.
De machineconstructie werd afgesplitst in 1999 en heet nu CMI (Cockerill Maintenance & Ingénierie). Op 16 mei 2019 werd, als eerbetoon aan zijn stichter, de naam opnieuw gewijzigd naar John Cockerill.

## Eerbetoon
Op initiatief van Gustave Pastor werden in 1867 de stoffelijke resten Cockerill uit Warschau gerepatrieerd en kreeg hij in 1871 een markant monument op de Place Communale van Seraing. De beeldengroep van de hand van Armand Cattier werd het jaar nadien in aangepaste vorm gerepliceerd op het Brusselse Luxemburgplein. Cockerills assen liggen sinds 1947 begraven aan de voet van het monument in Seraing.